# Borghultegöl
Borghultegöl är en sjö i Västerviks kommun i Småland och ingår i Botorpsströmmens huvudavrinningsområde. Sjön har en area på 0,113 kvadratkilometer och ligger 73,1 meter över havet.

## Delavrinningsområde
Borghultegöl ingår i det delavrinningsområde (641600-152630) som SMHI kallar för Mynnar i Långrammen. Medelhöjden är 89 meter över havet och ytan är 18,28 kvadratkilometer. Det finns inga avrinningsområden uppströms utan avrinningsområdet är högsta punkten. Vattendraget som avvattnar avrinningsområdet har biflödesordning 2, vilket innebär att vattnet flödar genom totalt 2 vattendrag innan det når havet efter 43 kilometer. Avrinningsområdet består mestadels av skog (65 procent), öppen mark (12 procent) och jordbruk (15 procent). Avrinningsområdet har 1,22 kvadratkilometer vattenytor vilket ger det en sjöprocent på 6,7 procent.